# Бікін (річка)

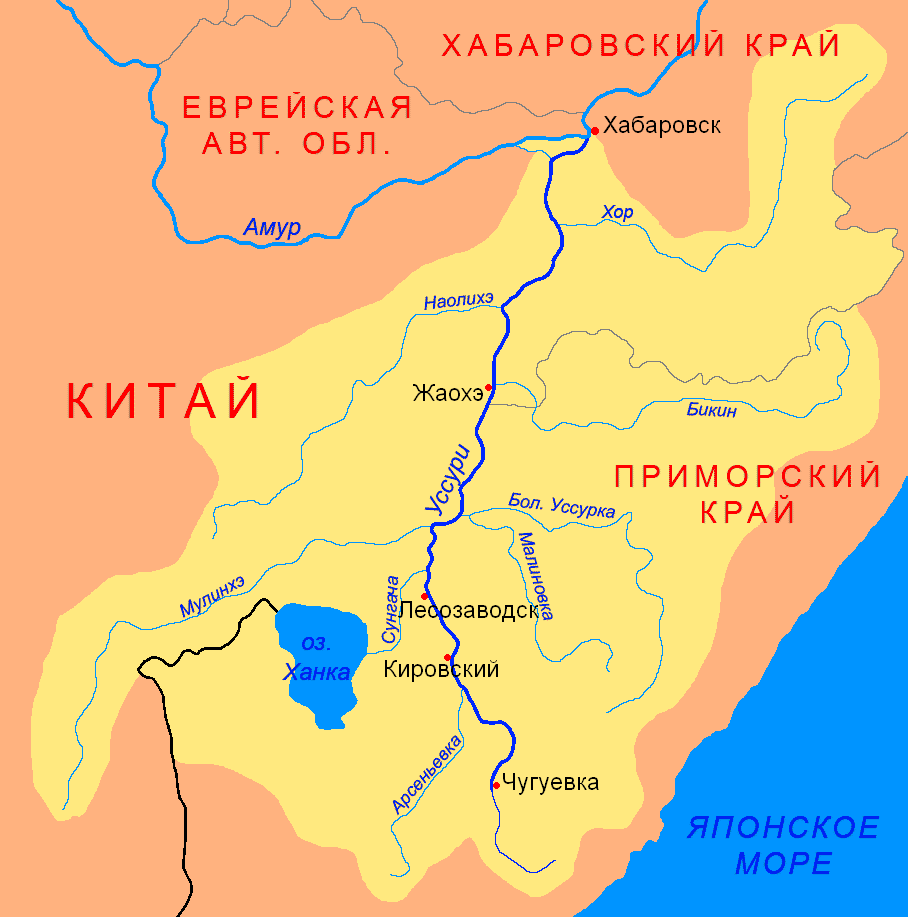
Басейн Уссурі

Бікін (рос. Бики́н) — річка на Далекому Сході Росії в Приморському і Хабаровському краях, права притока Уссурі.
Бере початок на північних схилах хребта Кам'яного в центральній частині Сіхоте-Аліню. У верхів'ях тече в північному напрямку, після впадання річки Лівий Бікін повертає на схід, після впадання річки Малий Бікін тече в південному напрямку, до впадання річки Зеви змінює напрямок на західний, після впадання річки Сахалінки тече на північний захід. За 20 кілометрів від гирла стоїть місто Бікін. Біля села Василівка впадає в річку Уссурі справа, на 214 км від її гирла.
Найбільша притока — річка Алчан, що впадає у Бікін за 52 км від гирла.
Довжина річки — 560 км, площа басейну — 22,3 тис. км², загальне падіння річки — 1334 м, середній ухил — 2,4 ‰.

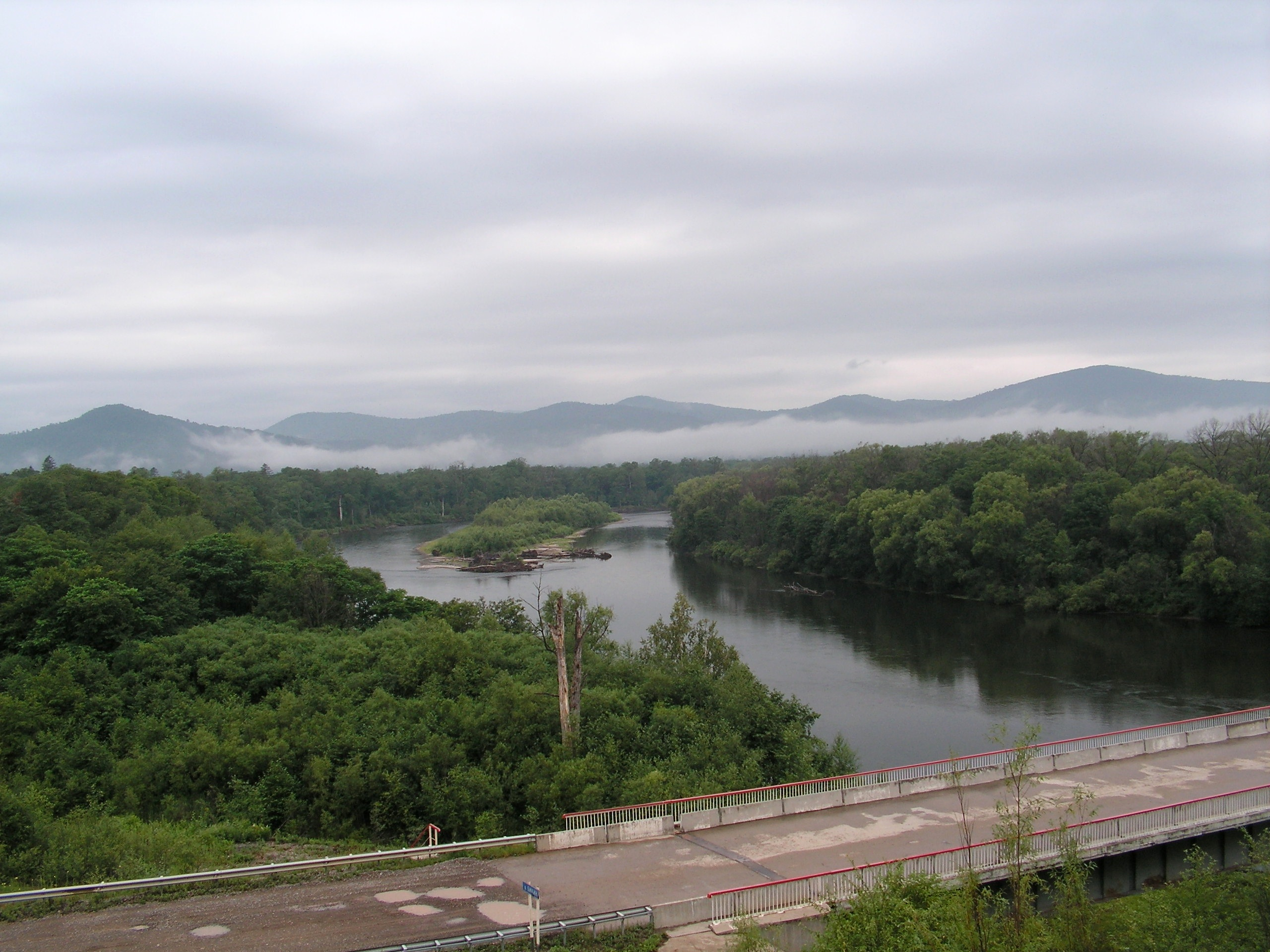
Річка Бікін в районі автомобільного моста на трасі А375, Приморський край

Долина річки Бікін у 2018 році занесена до Списку Всесвітньої спадщини ЮНЕСКО.

## Корінні народи
Історично береги Бікіну були заселені удегейцями. «Бікін» удегейською означає «річка, що тече між гір, багата рибою, а прибережні гори — звіром». Є й інша версія — «Бікін — це старший брат, а численні притоки — це сестри». У середній течії річки розташоване національне село Красний Яр, населене представниками цієї народності.

## Природа

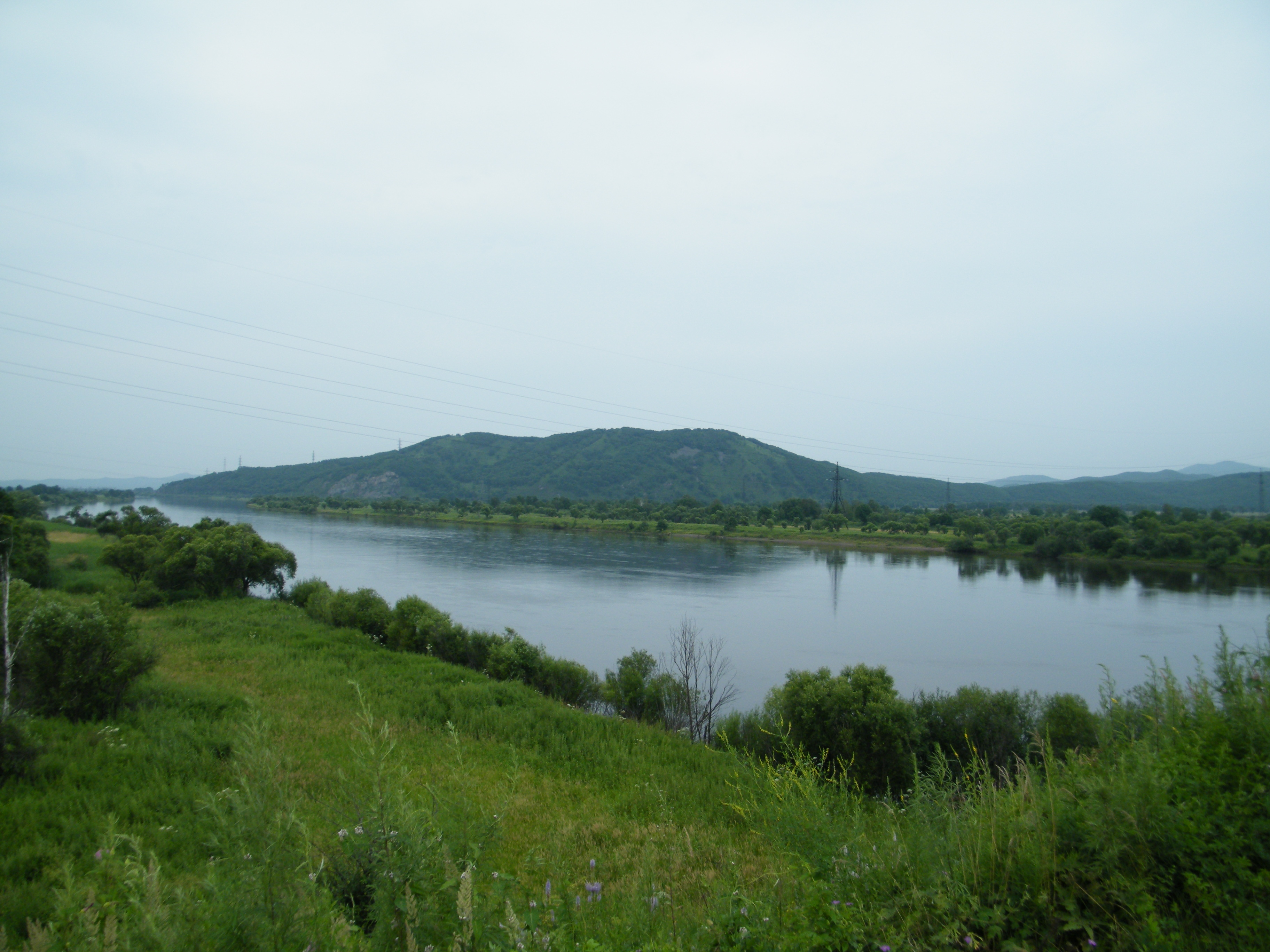
Річка Бікін в районі автомобільного моста на трасі А370, Хабаровський край

У нижній і середній частинах долини річки — великі торф'яні болота з модринниками — «мари», які є місцем гніздування чорного журавля (20-26 пар). У цьому ж районі гніздяться: японський журавель, чернодзьобий лелека, чорний лелека, крех китайський (25 пар) і мандаринка. Крім того по берегах річки зустрічаються унікальні і рідкісні тварини, такі як ендемік далекосхідний пугач, амурський тигр, раніше зустрічався далекосхідний леопард. Флора басейну річки також включає в себе безліч унікальних видів, такі як женьшень, елеутерокок, аралія, евріала страхітлива, бразенія і інші.
У верхів'ях водиться харіус та ленок, у протоках — сазан, минь та щука, ближче до гирла — таймень та сом. Кета піднімається майже до самих витоків.
Лісова ділянка в нижній течії Бікіну площею понад 4 тис. км² є найбільшим у світі недоторканим масивом кедрово-широколистяних лісів і єдиним природним коридором, по якому відбувається дотик російської та китайської популяцій амурського тигра. Цей лісовий масив в 1993 році був оголошений територією традиційного природокористування, а в червні 2009 року переданий в оренду громаді корінних нечисленних народів (удегейців) для заготівлі кедрового горіха. Також, в складі природного об'єкта «Долина річки Бикин» 19 листопада 2010 року він був внесений до попереднього списку Всесвітньої природної спадщини ЮНЕСКО. Незважаючи на це в травні 2011 року управління лісового господарства Приморського краю передало вказаний лісовий масив в оренду лісопромислової компанії ЗАТ «Ліс експорт» для вирубки лісу, використовуваного при виробництві паркету. Це рішення викликало критику з боку природоохоронних організацій і пізніше було скасоване. У 2018 році долина річки Бікін була включена до списку Всесвітньої спадщини під номером 766.

## Водний туризм
Річка вважається складною для сплаву через велику кількість заломів. Сплав зазвичай починається з верхів'їв річки Зева, куди можна дістатися по автодорозі через село Світла Тернейского району Приморського краю. Витрата води в Бікіні дозволяє починати сплав від гирла річки Ада, але цей маршрут практично не використовується через складність закидання і глухих заломів, серед яких особливо виділяється залом в районі гирла річки Плотникова. Тут річка практично пропадає, розтікаючись по заплавному лісі невеликими струмками, зникає в завалах і буреломі. Навіть у середній течії Бікін, стаючи великою повноводною річкою, місцями перетворюється в мережу невеликих завалених топляком і колодами проток.